# Psiloderoides
Psiloderoides är ett släkte av tvåvingar. Psiloderoides ingår i familjen svävflugor.
Kladogram enligt Catalogue of Life:
| Psiloderoides | \| \| Psiloderoides dauresensis \| \| \| \| \| \| Psiloderoides mansfieldi \| \| \| \| |
|               | \| \| Psiloderoides dauresensis \| \| \| \| \| \| Psiloderoides mansfieldi \| \| \| \| |
|               | Psiloderoides dauresensis                                                              |
|               |                                                                                        |
|               | Psiloderoides mansfieldi                                                               |
|               |                                                                                        |